# Dermacentor sinicus
Dermacentor sinicus är en fästingart som beskrevs av Schulze 1932. Dermacentor sinicus ingår i släktet Dermacentor och familjen hårda fästingar. Inga underarter finns listade i Catalogue of Life.